# Biserica „Sfântul Anton de Padova” din Arad
Biserica romano-catolică „Sfântul Anton de Padova” este un lăcaș de cult din orașul Arad. A fost ridicat între anii 1902-1904 de către arhitectul arădean Milan Tabacovici. A fost sfințită în anul 1911. Lăcașul de cult are elemente reprezentând stilurile clasicist, baroc și renascentist.
Nava bisericii are o lungime de 43 metri, o lățime de 17 metri. Deasupra intrării se află o copie a statuii Pieta. Crucea de pe cupolă se află la o înălțime de 56 metri.

## Istoric
Lăcașul de cult aparținând ordinului minorit a fost ridicat conform proiectului arhitectului Emil Tabacovici între anii 1902 și 1903, după demolarea bisericii anterioare a ordinului. Amenajarea interiorului s-a prelungit ani în șir, iar ca urmare a fost sfințită abia în anul 1911.

## Descriere
Lăcașul de cult este realizat în stil eclectic, purtând elemente ale stilurilor clasicist, baroc și renascentist. Intrarea principală este încadrată de patru coloane masive cu capiteluri corintice. Frontispiciul adăpostește o copie a sculpturii Pieta, lucrarea lui Michelangelo. Turnul catedralei, cu o cupolă semicirculară, are o înălțime de 56 de metri. În interior, arcadele semicirculare sunt sprijinite de coloane, până în preajma altarului de marmură albă. Pictura interioară a fost realizată de Ferenc Lohr și de Erik Pauli Bogdanffy, în aceeași manieră occidentală. În navă reține atenția altarul principal din marmură albă și marea frescă din spatele acestuia, inspirată din viața sfântului Anton de Padova, operă a lui Ioan Vastagh. Pe deasupra altarelor laterale din dreapta navei se păstrează picturile în stil baroc aparținând vechii biserici, opera pictorului Ferdinand Schissler. 

## Orga Bisericii
În actele de vizitare ale episcopului Joseph Lonovich din anii 1835-1838 este raportat o orga cu 14 registre. Câțiva ani mai târziu, pe la jumătatea secolului al XIX-lea, Anton Dangl a construit o nouă orgă pentru această biserică. Acest instrument a fost renovat în jurul anului 1905 de Carl Leopold Wegenstein din Timișoara și amplasat în biserica municipiului Kövegy, unde poate fi auzit și astăzi. În 1911 atelierul firmei Rieger din Budapesta a construit al său opus 1762 pentru această biserică. Orga are 43 de registre cu câte 2 combinații, 3 manuale si pedalier, cuplaj manualul II, III, la manualul I, si cuplaj manualul I, II, III la pedalier.